# スヴャトスラフ・グレボヴィチ (ブリャンスク公)
スヴャトスラフ・グレボヴィチ（ロシア語: Святослав Глебович、? - 1310年）は、スモレンスク公グレプの子である。モジャイスク公（在位：? - 1303年）、ブリャンスク公（在位：1309年 - 1310年）。

## 生涯
1303年、スヴャトスラフの統治するモジャイスク公国は、ダニールの統治するモスクワ大公国の支配下に入った。
1309年、初代ブリャンスク公ロマンの子孫が死亡した後、甥であるスモレンスク・ロスチスラフ家のヴァシリーがブリャンスク公位を得ると、スヴャトスラフはこれを追放し、ブリャンスク公位を獲得した。
しかし1310年、ヴァシリーがジョチ・ウルスの助成を得て攻め寄せた。スヴャトスラフは自ら軍の戦闘に立って野戦に応じたが、戦死し、ブリャンスク公位は再びヴァシリーのものとなった。

## 子女
- グレプ - ブリャンスク公
- ドミトリー
- フョードル - ヴャジマ公[1]
- ユーリー